# Westborough (Lincolnshire)
Pour les articles homonymes, voir Westborough.
Westborough est un village du Lincolnshire, en Angleterre.